# Сан-Марко (космодром)
2°59′44″ пд. ш. 40°11′42″ сх. д. / 2.9956944444444° пд. ш. 40.194944444444° сх. д.
Сан-Марко (Космічний центр Луїджі Брольи, італ. Centro Spaziale Luigi Broglio) — італійський морський космодром.
Перший «космодром на воді». Складався з двох переобладнаних нафтових платформ («Сан-Марко» і «Санта-Рита») і двох суден матеріально-технічного забезпечення. Платформи було встановлено поблизу узбережжя Кенії. Використовувався для запусків американських ракет «Скаут». Перебував в експлуатації з березня 1964 по березень 1988.

## Історія
Платформа Сан-Марко є колишньою нафтовою платформою, розташована неподалік від Кенії за 32 км від міста Малінді. Розташування близько до екватора є енергетично найвигіднішим для ракетних пусків). Керування запуском здійснювалось з платформи Санта-Ріта, іншої колишньої нафтової платформи розташованої на південний схід від платформи Сан-Марко, і є ще менша платформа Санта-Ріта II, на якій розміщений радар. Наземна станція розташована на мисі й утворює первинний осередок телеметричного центру.
Італійська програма космічних досліджень почалася в 1959 році зі створення CRA (Centro Ricerche Aerospaziali) в Римському університеті. Три роки по тому, 7 вересня 1962 року, університет підписав меморандум про взаєморозуміння з НАСА про співробітництво в програмі космічних досліджень імені Сан-Марко (Святого Марка). Італійська стартова команда пройшла підготовку NASA, й спочатку 16 грудня 1964 року самостійно запустила ракету з острова Воллопс під контролем НАСА.
Проєкт Сан-Марко був зосереджений на запуску наукових супутників ракетою Scout з мобільної платформи, що жорстко зафіксована поряд з екватором.